# Elis

Mapa de la antigua región de Élide donde se aprecia la ubicación de la ciudad del mismo nombre.

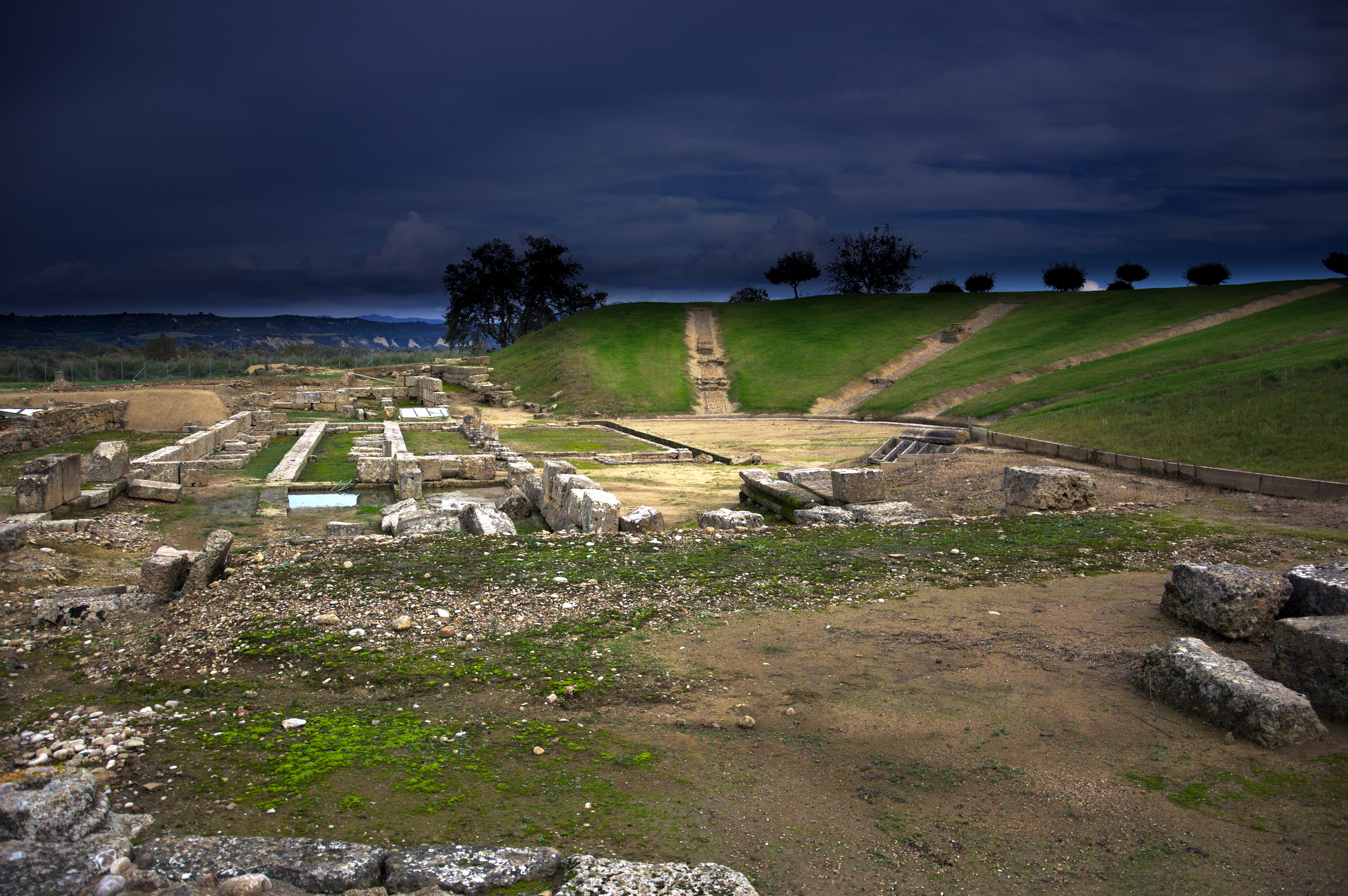
Restos del antiguo teatro griego de Elis.

La ciudad de Elis o Élide (en griego antiguo Ἦλις Ễlis, en dorio Ἆλις Ãlis y en dialecto local Ϝᾆλις ; en griego moderno Ήλιδα Ilida) era una polis situada al noroeste del Peloponeso, al oeste de la Arcadia. Fue la capital de la región que llevaba su mismo nombre. Estaba en la orilla izquierda del Peneo. La acrópolis de Elis se llamaba en griego Kalokaspoi y los venecianos transformaron este nombre en Belvedere. Se encontraba cerca de la aldea actual llamada Archea Ílida, que en el año 2011 contaba con 306 habitantes.
Homero dice que fue una ciudad de los epeos, pero las capitales antiguas de este pueblo fueron Éfira en el interior (a la orilla del Ladón) y Buprasio en la costa. Con la invasión de los dorios, el país fue dado a Óxilo y a sus etolios, que se establecieron en la acrópolis de Kaloskopi, y la ciudad fue la residencia de los reyes y la aristocracia (que gobernaron al ser abolida la monarquía después de la invasión persa). Era la única ciudad del país que estaba fortificada.
Después del establecimiento del gobierno democrático aristocrático, Elis (que era en realidad solo Kaloskopi) se unió a otras ciudades de los alrededores (8 en total), ninguna de las cuales tenía murallas, para formar la ciudad de Elis.
La clase de los helanódicas fue la encargada de presidir los juegos olímpicos y estaba formada por un miembro de cada tribu, que parece que eran cuatro por cada distrito, es decir, doce en total. La ciudad, poco amenazada por la condición de país sagrado de la Élide, fue pronto una de las más populosas y espléndidas de Grecia. Pese a perder el distrito del sur y el del noreste, mantuvo la soberanía sobre el centro y la presidencia de los juegos olímpicos.
El gimnasio o Jistos, descrito por Pausanias, estaba dividido en tres partes: el Pletrion, el Tetragonion y el Maltó. En el último departamento estaba el buleuterio de Élide llamada Lalicmion. Tenía dos entradas principales: por la calle Siope (Silencio) hasta los baños; y otra en el cenotafio de Aquiles hacia el ágora (hipódromo) y el Helanodiceón (residencia oficial de los helanódicas, que habían de recibir instrucción durante 10 meses antes de poder ejercer su trabajo en los juegos). También había un ágora llamada Corcireca, un templo de Apolo Acesio, estatuas de Helios y Selene, un templo de las Cárites, un templo de Sileno y la tumba de Óxilo; por el camino del teatro estaba el templo de Hades que solo se abría una vez al año. Entre el ágora y el Menio (el riachuelo detrás de la ciudad) estaba el templo de Dioniso con la estatua de este dios hecha por Praxíteles. En la acrópolis estaba el templo de Atenea con una estatua de la diosa de oro y marfil hecha por Fidias. No muy lejos de la ciudad estaba la aldea de Petra donde estaba la tumba del filósofo Pirrón.

## Personajes célebres
- Corebo de Élide, cocinero, panadero y atleta.
- Pirrón, filósofo.
- Fedón de Elis, filósofo.
- Hipias de Élide, filósofo.